# Mrs. Dalloway (film)
Mrs. Dalloway is een Brits-Amerikaans-Nederlandse dramafilm uit 1997 onder regie van Marleen Gorris. Het scenario is gebaseerd op de gelijknamige roman uit 1925 van de Britse auteur Virginia Woolf.

## Verhaal
Clarissa Dalloway is een dame uit de Britse aristocratie, die mijmert over haar leven. De oud-soldaat Septimus Warren Smith heeft zelfmoordneigingen vanwege een trauma dat hij heeft opgelopen in de oorlog.

## Rolverdeling
| Acteur             | Personage             |
| ------------------ | --------------------- |
| Vanessa Redgrave   | Clarissa Dalloway     |
| Natascha McElhorne | Jonge Clarissa        |
| Michael Kitchen    | Peter Walsh           |
| Alan Cox           | Jonge Peter           |
| Sarah Badel        | Lady Rosseter         |
| Lena Headey        | Jonge Sally           |
| John Standing      | Richard Dalloway      |
| Robert Portal      | Jonge Richard         |
| Oliver Ford Davies | Hugh Whitbread        |
| Hal Cruttenden     | Jonge Hugh            |
| Rupert Graves      | Septimus Warren Smith |
| Amelia Bullmore    | Rezia Warren Smith    |
| Margaret Tyzack    | Lady Bruton           |
| Robert Hardy       | William Bradshaw      |
| Richenda Carey     | Lady Bradshaw         |